# Protesterna i Teheran i mars 1979

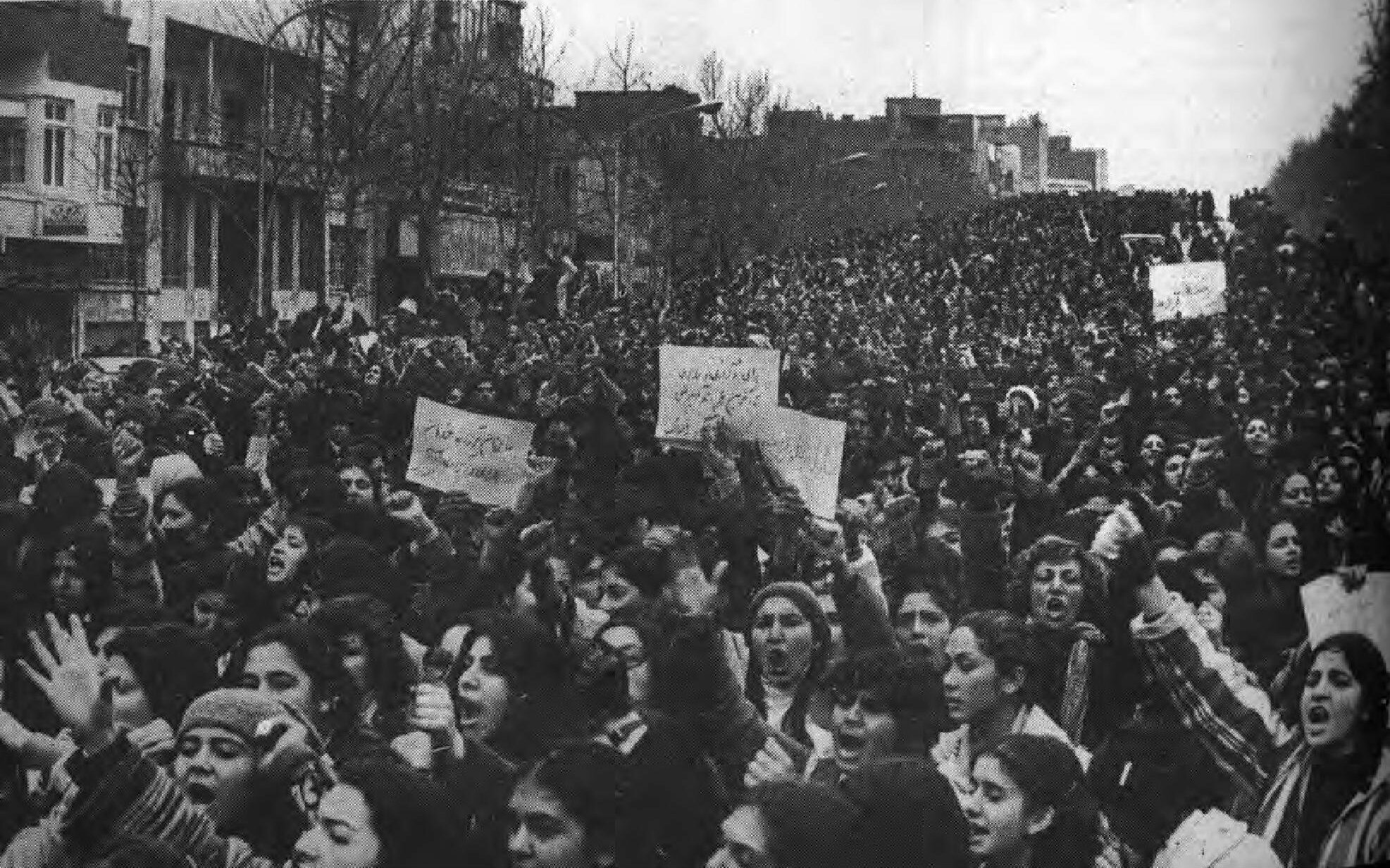
1979 Iranian Women Day's protests against Hijab

Protesterna i Teheran i mars 1979 inleddes på Internationella kvinnodagen 8 mars 1979 och fortsatte i sex dagar. De spred sig också till staden Qom. Tusentals kvinnor protesterade mot ett nyligen infört slöjtvång och till stöd för kvinnors rättigheter. 

## Bakgrund
Slöjan hade varit förbjuden av Pahlavidynastin som en del av deras moderniseringsprogram under reformen Kashf-e hejāb mellan 1936 och 1941. Sedan 1941 hade kvinnor haft frihet att klä sig som de ville, vilket generellt hade gjort slöjan till en klassfråga. Beslöjade kvinnor förmodades komma från religiösa och obildade familjer, medan obeslöjade kvinnor förmodades komma från bildade över- eller medelklassfamiljer. 
Under revolutionen i slutet av 1970-talet hade många kvinnor börjat bära slöja, därför att slöjor hade kommit att bli en symbol för oppositionen mot Pahlavidynastin, oavsett av vilken anledning man ville störta denna. Även icke religiösa kvinnor hade burit slöjan som en allmän protest mot shahens västorienterade politik. Kvinnor ur den icke religiösa oppositionen hade dock inte förväntat sig ett slöjtvång, och motsatte sig det när det blev känt.

## Protesterna
Demonstrationerna tog sin början av vad som skulle bli ett firande av Internationella kvinnodagen. Ayatollah Khomeinis besked dagen innan, 7 mars, om att kvinnor hädanefter skulle tvingas bära slöja offentligt, gjorde dock att firandet istället blev en demonstration mot införandet av slöjtvånget, och i förlängningen ett försvar av kvinnors rättigheter, som demonstranterna befarade var under hot från den nya islamiska regim som hade kommit till makten efter den islamiska revolutionen. De kvinnor som deltog i demonstrationen noteras ha gjort det obeslöjade. 
Demonstrationen angreps inte av milisen, som betraktade den utan att störa den, men kvinnorna attackerades av män och beslöjade kvinnor bland åskådarna med bland annat stenar och knivar, och beskyddades endast en av mänsklig kedja av manliga sympatisörer. Kvinnorna tog sig in i justitiepalatset, där de presenterade en lista på åtta punkter, som bland annat inkluderade ett krav om valfri klädsel och respekt för kvinnors rättigheter. 

## Efterspel
Protesterna resulterade i att slöjtvånget tillfälligt drogs tillbaka, då de konservativa ännu inte hade full kontroll vid denna tidpunkt. När de konservativa hade rensat ut den politiska vänstern och liberalerna och tagit full kontroll, återinfördes slöjtvånget: i juli 1980 tvingades kvinnor bära slöja i offentliga byggnader och på sina arbetsplatser, och från juli 1981 även utomhus på offentlig plats, något som 1983 dessutom stärktes med införandet av piskstraff för obeslöjade kvinnor. Lydnaden av dessa lagar övervakades av först medlemmar ur Islamiska revolutionens kommittéer, som patrullerade gatorna, och därefter av Irans moralpolis.